# Чоловік чи ведмідь

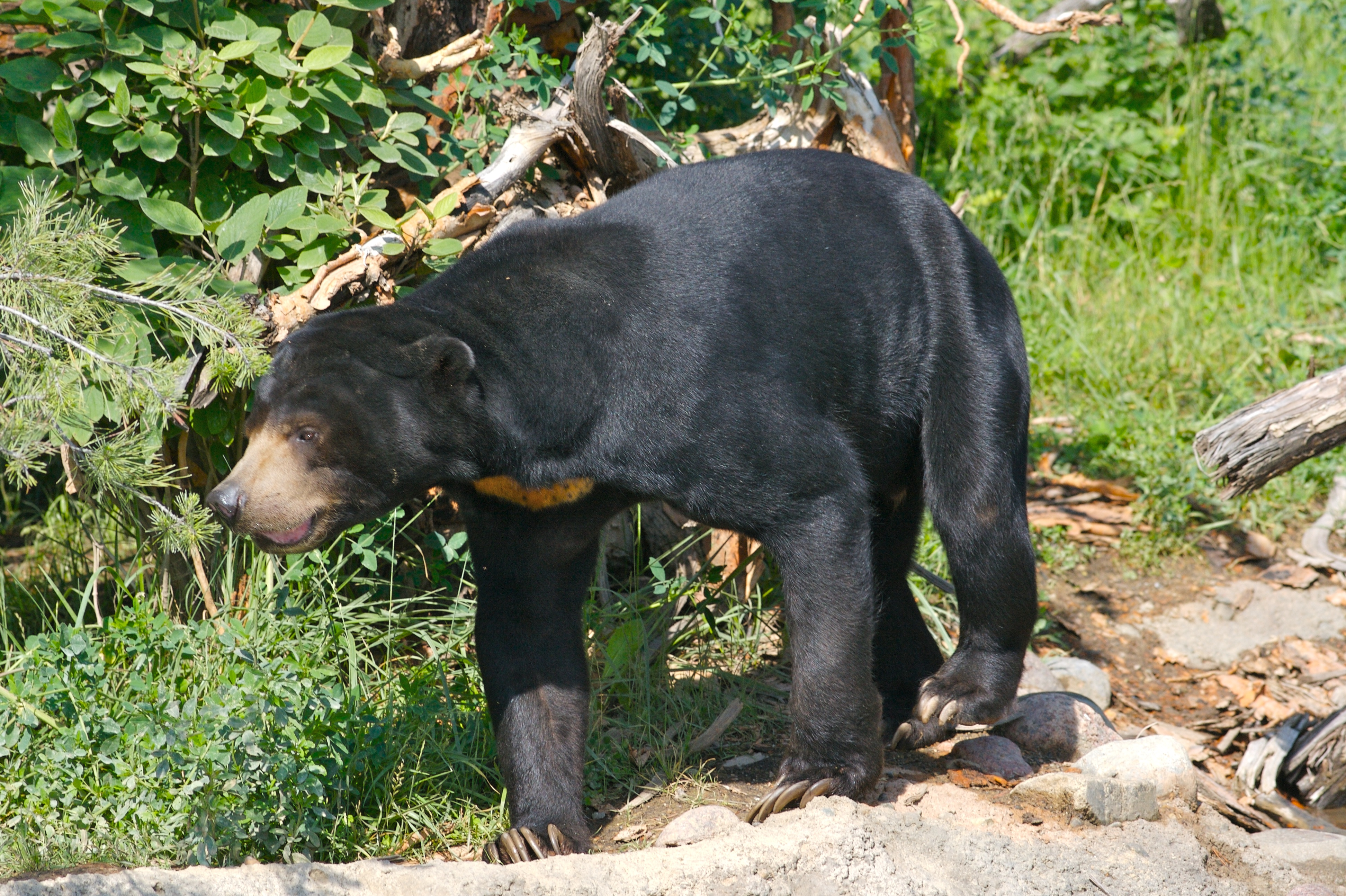
Самець сонячного ведмедя

«Чоловік чи ведмідь» («чоловік проти ведмедя») — вірусна дискусія в соціальних мережах, у якій жінки розмірковують, з ким би вони воліли бути наодинці в лісі — чоловіком чи ведмедем. Мем походить з відео TikTok від Screenshot HQ, опублікованого у квітні 2024 року.

## Передісторія
Дебати виникли з відео в TikTok, опублікованого Screenshot HQ у квітні 2024 року, в якому було опитано вісім жінок на це питання, сім з яких обрали ведмедя. Публікація стала вірусною та зібрала понад 16 мільйонів переглядів за два місяці.

## Реакція

### Інтернет-спільноти
В інтернеті відео Screenshot HQ сприйняли неоднозначно. Більшість жінок відповіли на дебати, сказавши, що вони також «обрали б ведмедя». Однією з головних причин, чому вони обрали таку відповідь, було те, що чоловіки здатні вчиняти сексуальне насильство щодо жінок. Інші популярні аргументи включали те, що «ведмеді не здатні вчиняти діянь гірших за вбивство», що «вони більш передбачувані» та що «вони ставляться до жінок як до людей». 
Коли їм поставили те саме запитання, багато чоловіків також обрали ведмедя. Багато чоловіків також негативно відреагували на поширений серед жінок вибір ведмедя.
Пізніше в липні інфлюенсерка Аманда Вайлі поділилася відео в TikTok про свою зустріч з ведмедем у лісі. Вона порівняла це з дебатами «чоловік чи ведмідь», сказавши, що все одно «обрала б ведмедя».